# Chi Bắp chuối
Chi Bắp chuối hay chi Chim săn nhện (Arachnothera) là một chi chim thuộc họ Hút mật (Nectariniidae). Chi này bao hàm 11 loài, sinh sống ở các khu rừng mưa ở Nam và Đông Nam Á. So với các loài khác trong họ Hút mật, các thành viên của chi Bắp chuối có kích thước tương đối lớn, lông chủ yếu có màu nâu xám và mỏ dài cong. Ngoài mật hoa, chúng cũng ăn thịt một số loài nhện nhỏ (vì vậy chúng có tên là "chim săn nhện").

## Phân bổ và môi trường sống
So với các thành viên khác của họ Hút mật, chi Bắp chuối không phân bổ rộng bằng mà chủ yếu tập trung ở vùng địa lý động vật phương Đông (còn gọi là vùng Indomalaya, kéo dài từ Ấn Độ đến Philippines, từ Himalaya tới Java) và mức độ đa dạng sinh học lớn nhất nằm ở bán đảo Thái-Mã Lai, Sumatra và Borneo. Các loài Bắp chuối chủ yếu sống trong các khu rừng, chúng hiện diện ở nhiều loại rừng khác nhau từ rừng mưa, rừng cây họ Dầu, rừng ngập nước ở đầm lầy, rừng tre, rừng thứ sinh, bìa rừng và thậm chí các khu rừng đã thoái hóa nhiều về mặt sinh thái. Một số loài Bắp chuối cũng sống ở các môi trường sinh thái do con người tạo ra như đồn điền hay vườn cây, tuy nhiên bắp chuối đầu trắng có xu hướng sống ở vùng đồi núi nhiều hơn.

## Mô tả
Chi Bắp chuối bao hàm những loài chim lớn nhất của họ Hút mật với chiều dài thân nằm trong khoảng từ 13 đến 22 cm. Bắp chuối bụng vàng hay bắp chuối khoang mắt là loài to nhất với cân nặng 49 gam. Mỏ của chúng rất dài - ít nhất là bằng hai lần chiều dài đầu - cong về phía dưới và khỏe. Lưỡi chim có cấu trúc hình ống ở phần lớn chiều dài của nó. Lông của bắp chuối không sặc sỡ như các chi Hút mật khác và cũng không có hiện tượng phát sáng ngũ sắc (iridescence); đồng thời con trống lẫn con mái đều có màu giống nhau. Phần lưng của đa số chim bắp chuối có màu xanh ôliu; phần bụng có màu vàng hay trắng mờ và một nửa trong số các loài bắp chuối có nhiều sọc ở phần dưới của cơ thể. Loài bắp chuối đầu trắng có dung mạo khác thường nhất: mang màu nâu đậm với nhiều sọc trắng ở phần ngực bụng và lưng cùng với phần lông màu vàng ở phao câu.
Tiếng kêu của chim bắp chuối khá đơn giản, thường là các tiếng "chíp chíp" giọng kim lặp đi lặp lại nhiều lần để thành một tiếng hót hoàn chỉnh. Giọng hót của bắp chuối mỏ dài được mô tả như là "tiếng huýt sáo chít chít không ngừng".

## Khẩu phần

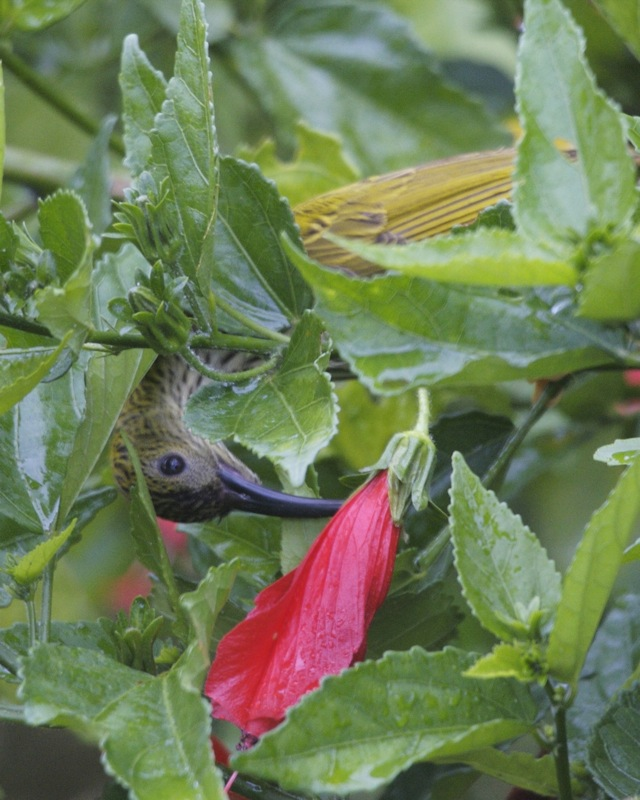
Một con Bắp chuối đốm đen đang ăn cắp mật hoa bằng cách đâm mỏ xuyên qua phía bên hông của một hoa dâm bụt. Hành động này chỉ có lợi cho chim mà không giúp hoa thụ phấn.

Bắp chuối là những loài chim ăn tạp. Cái tên "chim săn nhện" cho thấy nhện là một trong số những thức ăn của chúng - thật vậy bắp chuối có khả năng lôi những con nhện khỏi lưới của chúng - một công viêc đòi hỏi sự khéo léo và ranh ma. Một số động vật chân khớp nhỏ cũng nằm trong khẩu phần của chúng, tỉ như dế, sâu, bướm và vài loài côn trùng khác. Và, giống như họ Hút mật nói chung, bắp chuối cũng thích uống mật hoa. Chim Bắp chuối có chiếc lưỡi hình ống có khả năng đẩy vào nửa trên của mỏ, di chuyển ra-vào nhằm tạo ra sự chênh lệch về áp suất giúp mật hoa được hút vào trong miệng. Bắp chuối có thể là loài thụ phấn quan trọng của một số thực vật, và những thực vật thụ phấn nhờ chúng thường có hoa dài, hình ống. Tuy nhiên, bắp chuối đôi khi cũng ăn cắp mật hoa, cụ thể chúng sẽ thọc mỏ vào phía bên của hoa để hút mật và điều này không thể giúp hoa thụ phấn. Hành vinh lãnh thổ của chúng hiện nay vẫn còn ít được biết đến, nhưng có những báo cáo cho thấy rằng một số loài bắp chuối có tập tính bảo vệ lãnh thổ. So với các chi Hút mật khác, chim bắp chuối ít sống thành bầy đàn mà chúng có xu hướng sống đơn độc hay theo đôi.

## Sinh sản
Các thành viên của chi Bắp chuối là loài động vật đơn giao giống như họ Hút mật nói chung. Tuy nhiên, tổ của chúng được xây dựng theo một cách khác hơn, cụ thể là tổ được đặt treo dưới một chiếc lá lớn - chủ yếu là lá chuối nhưng cũng có trường hợp là lá cọ hay trên một cành cây. Hình dáng của tổ cũng thay đổi tùy loài, từ hình cái chén như ở bắp chuối đốm đen cho đến hình ống dài như bắp chuối má vàng hay hình bình nước như bắp chuối ngực vằn. Tổ chim được treo nhờ tơ nhện hoặc các sợi cây đan xuyên qua lá. Vật liệu làm tổ là cỏ, lá cây và được đan kết với nhau nhờ các vật liệu mềm. Giống như họ Hút mật, việc xây tổ của chi Bắp chuối hoàn toàn do chim mái đảm nhiệm, tuy nhiên cả chim trống lẫn chim mái đều tham gia ấp trứng. Mỗi lứa, các loài thuộc chi Bắp chuối đẻ từ 2 đến 3 trứng. Tổ và trứng chim đôi khi là nạn nhân của hiện tượng đẻ trứng nhờ của các loài chim cu cu hay tu hú.

## Loài

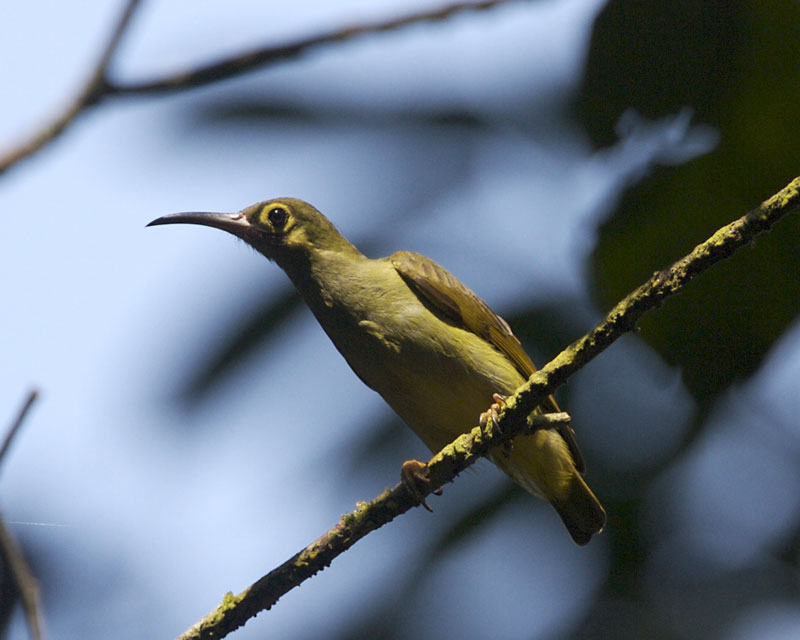
Bắp chuối bụng vàng là loài chim lớn nhất trong họ Hút mật.

Có 11 loài tồn tại trong chi Bắp chuối:
- Arachnothera affinis: Bắp chuối bụng xám hay bắp chuối ngực sọc[3]
- Arachnothera chrysogenys: Bắp chuối má vàng hay bắp chuối tai vàng[3]
- Arachnothera clarae: Bắp chuối mặt trần
- Arachnothera crassirostris: Bắp chuối mỏ dày
- Arachnothera everetti: Bắp chuối Borneo
- Arachnothera flavigaster: Bắp chuối bụng vàng hay bắp chuối khoang mắt[3]
- Arachnothera juliae: Bắp chuối đầu trắng
- Arachnothera longirostra: Bắp chuối mỏ dài hay bắp chuối nhỏ[3]
- Arachnothera magna: Bắp chuối đốm đen hay bắp chuối sọc[3]
- Arachnothera modesta: Bắp chuối ngực xám - đôi khi gộp trong A. affinis
- Arachnothera robusta: Bắp chuối ngực vằn hay bắp chuối mỏ dài